# Casa Cases (Figueres)
La Casa Cases és un edifici del municipi de Figueres (Alt Empordà) que forma part de l'Inventari del Patrimoni Arquitectònic de Catalunya.

## Descripció
Edifici situat al centre històric de la ciutat, molt a prop de la Rambla de Figueres, de planta baixa i dos pisos acabat en cornisa semicircular amb decoració floral. La planta baixa, reformada, acull un local comercial. El primer pis, principal, presenta una tribuna en pedra de dos finestrals semicirculars separats per columnes de fust cilíndric prim i sostingut per mènsules. En el segon pis hi ha balcó, sobre la tribuna del primer trobem un guardapols de decoració floral. La coberta és per terrassa amb barana amb balustrada i un arc superior amb pedra i decorat amb motius florals, sostingut per una mena de pinacles laterals amb medallons i decoració floral.